# Вулиця Зимова долішня
Вулиця Зимова Долішня — вулиця у Шевченківському районі міста Львова, в місцевості Голоско. Сполучає вулиці Варшавську та Зимову.

## Історія та забудова
Вулиця виникла у складі селища Голоско та на початку 1950-х років отримала назву Зимова Нижня. У 2011 році розпорядженням Львівської міської ради № 283 від 24 червня уточнили назву у сучасному варіанті — Зимова Долішня.
Забудована приватними садибами 1930-х-1960-х років, також присутня сучасна садибна забудова.